# المعهد العالي للتخطيط الإقليمي
المعهد العالي للتخطيط الإقليمي، معهد متخصص في علوم التخطيط ومستوياته وفروعه، يتبع لجامعة دمشق، أحدث بموجب المرسوم الجمهوري رقم /54/ لعام 2015. وقد تبنت كلية الهندسة المعمارية إحداث هذا المعهد برعاية من وزارة التعليم العالي وجامعة دمشق وبدعم علمي من كليات الهندسة المدنية، الاقتصاد، قسم الجغرافيا، قسم علم الاجتماع.

## الدرجات العلمية
تمنح جامعة دمشق بناءاً على اقتراح مجلس المعهد الدرجات العلمية التالية:

### أ. درجة الماجستير في الاختصاصات الآتية
- التخطيط الإقليمي الهيكلي / الحضري.
- التخطيط الإقليمي للبنى التحتية والمرافق والخدمات.
- التنمية الإقليمية البشرية والاقتصادية والاجتماعية.
- التنمية الإقليمية للموارد الطبيعية وحماية البيئة.
- التخطيط اللوجستي الإقليمي.

### ب. درجة الدكتوراه في الاختصاصات التالية
- التخطيط الإقليمي الهيكلي / الحضري.
- التخطيط الإقليمي للبنى التحتية والمرافق والخدمات.
- التنمية الإقليمية البشرية والاقتصادية والاجتماعية.
- التنمية الإقليمية للموارد الطبيعية وحماية البيئة.
- التخطيط اللوجستي الإقليمي.

### ج. درجة ماجستير التأهيل والتخصص في الاختصاصات الآتية
- للدراسات الإقليمية المتكاملة.
- تصميم وتنسيق الحدائق والمحيط الطبيعي.
- تخطيط المدن "هندسة المدن والتنمية الحضرية المستدامة"

## إدارة المعهد
| عميد المعهد                                                       | أ.م. د. ريدة ديب                 |
| نائب العميد للشؤون العلمية                                        | أ.د.عبد الرؤوف الرهبان           |
| نائب العميد للشؤون الإدارية وشؤون الطلاب                          | د.غادة بلال                      |
| رئيس قسم التخطيط الهيكلي/الحضري                                   | أ.م.د.ريدة ديب                   |
| رئيس قسم تخطيط البنى التحتية والمرافق والخدمات                    | د.حسام سليمان                    |
| رئيس قسم التنمية البشرية والاقتصادية والاجتماعية                  | أ.د.مدين علي                     |
| رئيس قسم تنمية الموارد الطبيعية وحماية البيئة                     | د.غادة بلال                      |
| رئيس قسم التخطيط اللوجستي الإقليمي                                | د.أسامة درويش                    |
| المنسق العلمي لبرنامج الدراسات الإقليمية المتكاملة                | أ.م.د.ريدة ديب د.أسامة درويش     |
| المنسق العلمي لبرنامج هندسة المدن والتنمية الحضرية المستدامة      | أ.د.ناتاليا عطفة أ.م.د.حيان سفور |
| المنسق العلمي لبرنامج تصميم وتنسيق وتخطيط الحدائق والمحيط الطبيعي | أ.م.د.ريما حداد د.عبيدة البريدي  |